# عدد نرمال
در ریاضیات، عدد نرمال (انگلیسی: Normal number) عددی حقیقی است که دنبالهٔ نامتناهی ارقام آن در هر مبنای عدد صحیح مثبت {\displaystyle b} به شکلی همگن توزیع شده باشد، یعنی هر ارزش رقمی {\displaystyle b} تراکم طبیعی {\displaystyle {\tfrac {1}{b}}} داشته باشد و همچنین همهٔ جفت رقم‌های ممکن {\displaystyle b^{2}} تراکم طبیعی {\displaystyle b^{-2}}، همهٔ {\displaystyle b^{3}} تراکم طبیعی {\displaystyle b^{-3}} و … داشته باشند.
به عبارت ساده‌تر هیچ رقم یا ترکیب متناهی از ارقامی بیشتر از بقیه روی ندهد و این امر چه در مبنای ۱۰ و چه در مبناهای دیگر صدق کند. می‌توان ثابت کرد که تقریباً همهٔ اعداد حقیقی نرمال هستند.
باور بر آن است که اعدادی مثل  ریشه دوم ۲، عدد پی، و عدد e هم نرمال هستند، ولی هنوز اثباتی برای نرمال بودن این اعداد در دست نیست.